# Sur le pont d'Avignon

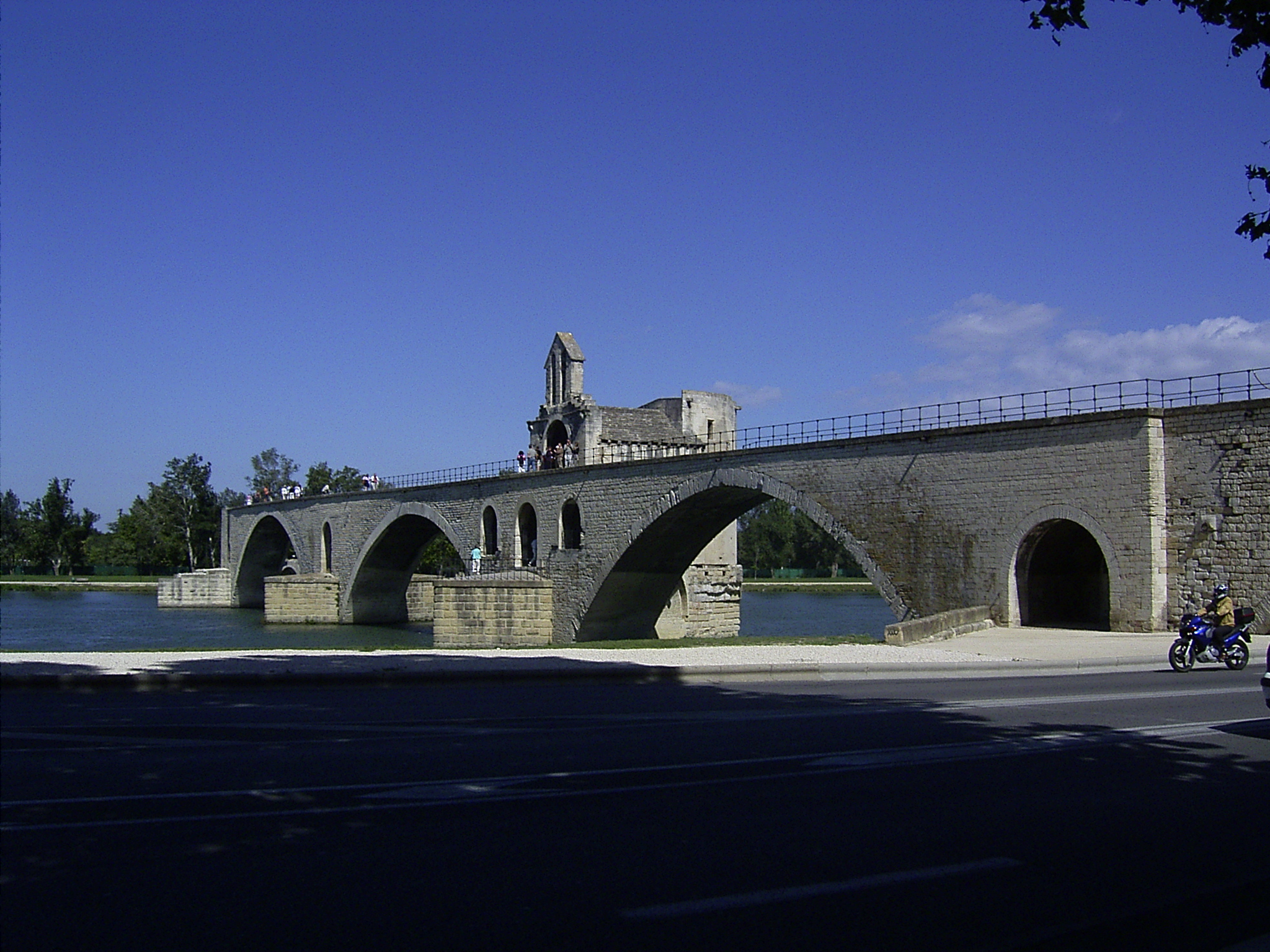
Pont Saint-Bénézet, pont d'Avignon

Sur le pont d'Avignon est une ancienne et célèbre chanson enfantine française.
Il s'agit d'une ronde mimée évoquant toutes sortes de personnages en train de danser autour du pont Saint-Bénézet, à Avignon.

## Origines
La chanson remonterait au XVe siècle.
On ne connaît ni l'auteur, ni l'origine de la chanson, mais elle devient populaire en 1853 lorsque le compositeur Adolphe Adam la reprend dans son opéra comique, Le Sourd ou l'Auberge pleine.
Les danses se faisaient à l'origine sur des berges, c'est pourquoi certains anciens parlent encore de la chanson en disant « sous le pont d'Avignon » et non pas « sur le pont ».
Ce n'est pas une chanson « finie », ce qui peut expliquer le grand nombre de variantes qui existent. Ainsi, tous les métiers de l'époque peuvent être repris.

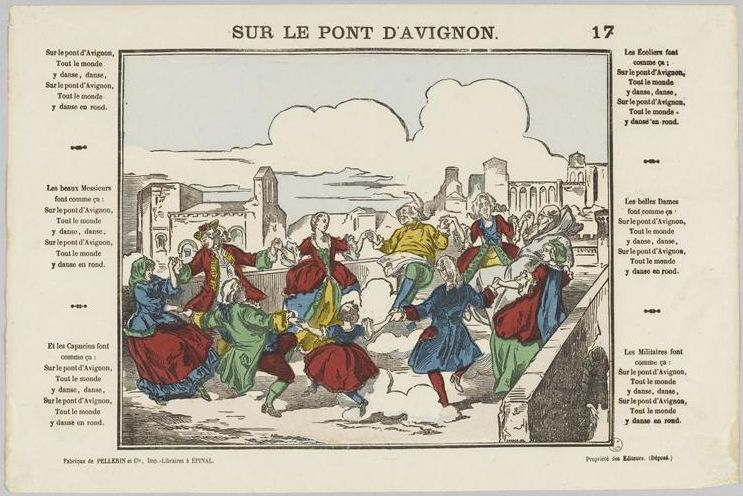
Illustration de la chanson sur un calendrier du XIXe siècle.
En fond, la chapelle Saint Nicolas et le Palais des Papes

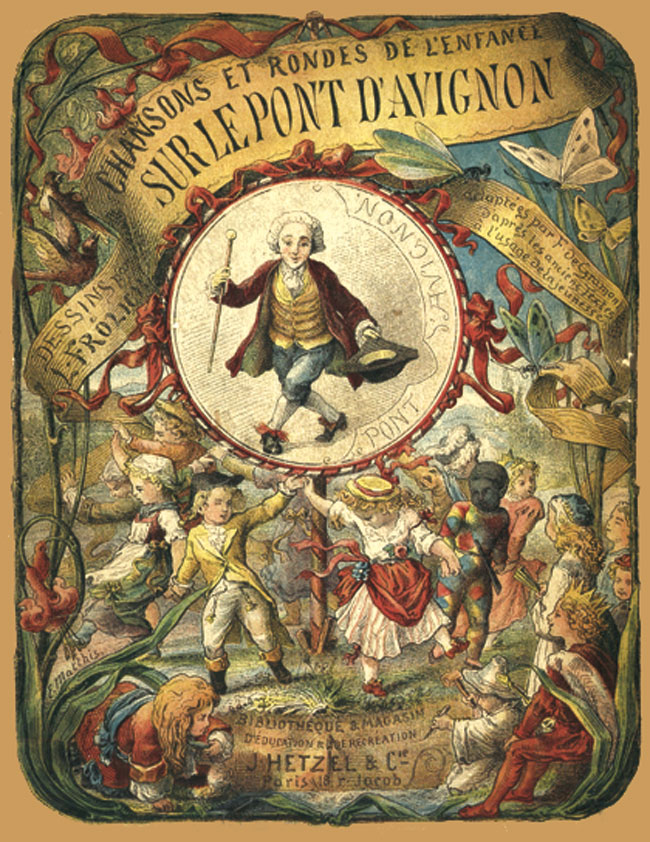
Sur le pont d'Avignon adapté par F. de Gramon. (Strasbourg): Bibliothèque d'éducation et de récréation / J. Hetzel (1883)

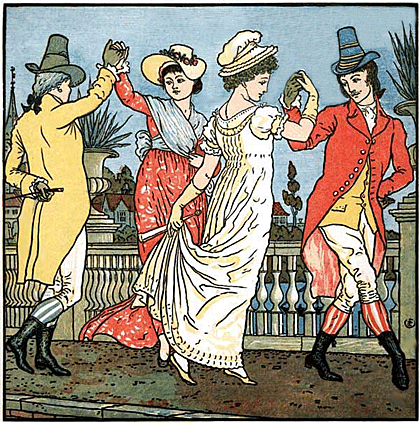
Sur le pont d'Avignon, illustration de Walter Crane (1845-1915)

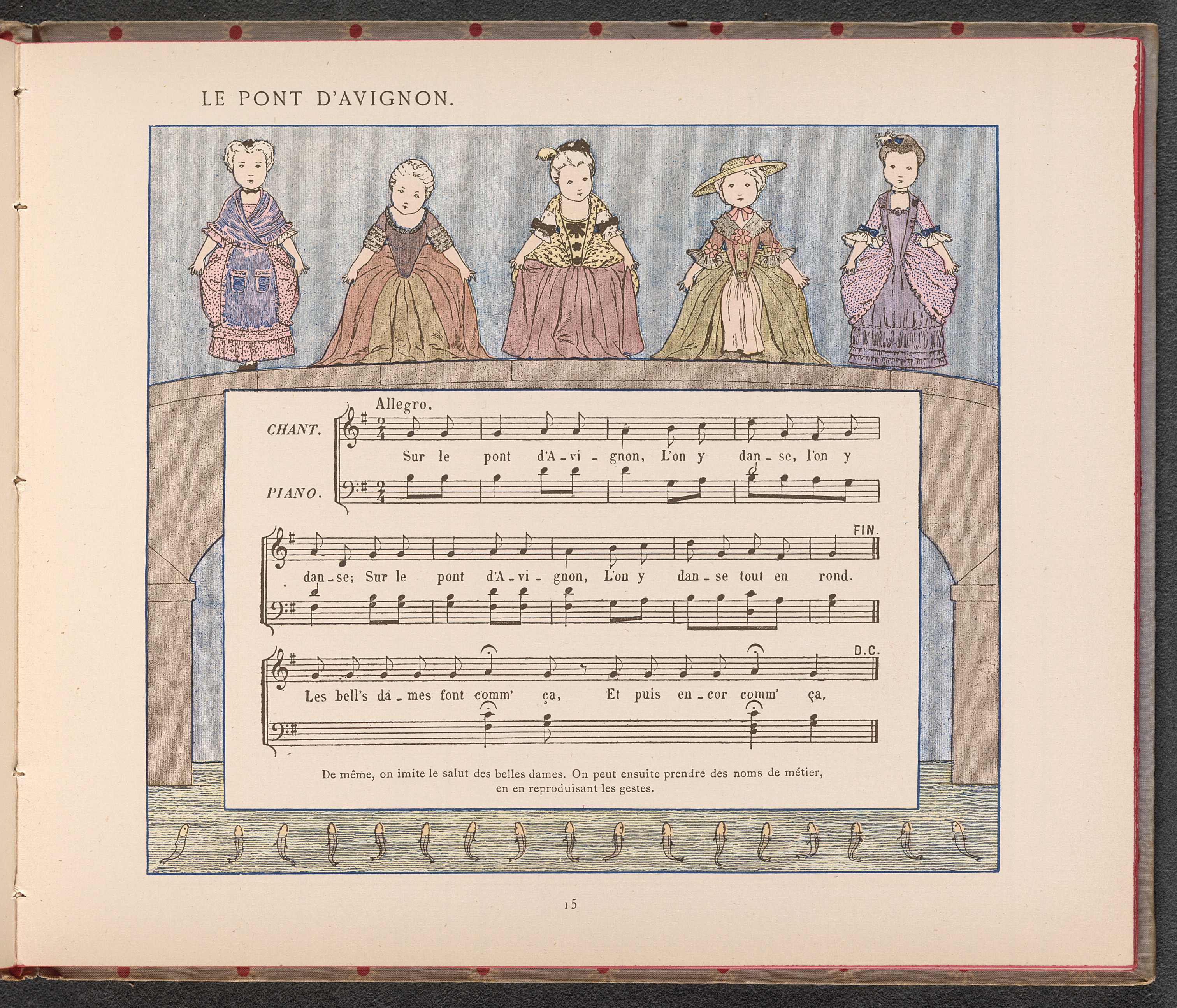
Refrain de la chanson du Pont d'Avignon

## Paroles
Chaque strophe de la chanson est encadrée du refrain: Refrain - couplet - refrain
| Refrain Sur le pont d'Avignon, On y danse, on y danse, Sur le pont d'Avignon On y danse tous en rond. 1. Les belles dames font comme ça Et puis encore comme ça. (Au refrain) 2. Les messieurs font comme ça Et puis encore comme ça. (Au refrain) 3. Les jardiniers font comm' ça Et puis encore comm' ça (Au refrain) | [...] Les couturiers font comm' ça Et puis encore comm' ça (Au refrain) [...] Les vignerons font comm' ça Et puis encore comm' ça (Au refrain) [...] Les blanchisseus's font comm' ça Et puis encore comm' ça (Au refrain) [...] Les officiers font comme ça Et puis encore comm' ça (Au refrain) | [...] Les bébés font comme ça Et puis encore comm' ça (Au refrain) [...] Les musiciens font comme ça Et puis encore comm' ça (Au refrain) [...] Et les abbés font comme ça Et puis encore comm' ça (Au refrain) [...] Et les gamins font comme ça Et puis encore comm' ça (Au refrain) [...] Les laveuses font comme ça Et puis encore comm' ça (Au refrain) |

On peut inventer autant de couplets qu'on veut, consacrés à d'autres corps de métiers ou à divers personnages.

## Analyse
La mélodie du refrain, très simple et très reconnaissable à ses premières notes — deux croches, une noire, deux croches, une noire (do, do, do, ré, ré, ré) — en fait une des chansons enfantines françaises les plus connues, même en dehors des pays de culture francophone.

Les refrains sont généralement associés à la ronde proprement dite, tandis que les couplets, plus librement déclamés, correspondent aux épisodes mimés.